# Papa Romano
Romano (Gallese, ... – ...; fl. IX secolo) è stato il 114º papa della Chiesa cattolica dall'agosto al novembre dell'897.

## Biografia

### Origini
Romano, parente (forse fratello) di papa Marino I morto nell'884 e figlio di un tale Costantino, era originario di Gallese. Della sua carriera ecclesiastica si sa solo che fu nominato cardinale prete con il titolo di San Pietro in Vincoli.

### Un brevissimo pontificato
Venne eletto al soglio papale dopo l'omicidio di papa Stefano VI (agosto 897), venendo però probabilmente deposto pochi mesi dopo (novembre) da una delle fazioni che a quel tempo si contendevano il potere a Roma; a causa infatti della scarsità di informazioni a disposizione, non si sa se Romano fosse filo-formosiano o filo-spoletino, potendo solo fare della deduzioni in base agli avvenimenti precedenti e successivi. Essendo infatti Stefano VI legato alla casata di Spoleto, si deduce che Romano possa essere stato eletto dai rivoltosi filo-formosiani (che avevano assassinato Stefano). E d'altra parte Romano fu probabilmente deposto dagli stessi seguaci della famiglia di papa Formoso che lo avevano eletto. Infatti, poiché l'artefice dell'annullamento dei decreti antiformosiani del sinodo del cadavere fu il suo successore Teodoro II, può essere che Romano sia stato deposto in quanto ritenuto non abbastanza energico nel riabilitare la memoria di Formoso.
Romano, destituito, terminò i suoi giorni probabilmente come monaco. La data della morte è sconosciuta, anche se il sito del Vaticano propende per il mese di novembre dell'897. Il cronista Flodoardo (893-966), canonico della cattedrale di Reims, lo definisce un uomo virtuoso.